# Répétiteur (pédagogie)
Pour les articles homonymes, voir Répétiteur.
Un répétiteur a pour fonction de faire comprendre aux élèves d'un établissement scolaire la leçon d’un enseignant. Ce mot peut prendre le sens de professeur particulier, synonyme en ce cas de précepteur.

## Histoire
Compte tenu de son mode de recrutement, admettant des élèves d'âge allant de 16 à 23 ans, l'École polytechnique avait institué à ses débuts une organisation originale pour la répétition des cours magistraux. Les promotions étaient organisées en brigades, et les étudiants les plus savants d'une promotion (souvent les plus âgés) étaient nommés « brigadiers », ce qui signifie qu'ils exerçaient la fonction de répétiteurs pour leurs cadets.
À l'École nationale des langues orientales vivantes, au XIXe et au XXe siècle, les répétiteurs de langue étaient spécialement des enseignants locuteurs natifs des langues enseignées, qui donnaient généralement un enseignement pratique de la langue aux côtés le plus souvent d'en enseignant de rang magistral. Au fur et à mesure de l'extinction de leur statut, ils ont été remplacés par des lecteurs.

« L’enseignement normal des maîtres se continue, ainsi que l’enseignement pratique, jusqu’à l’obtention du grade d’agrégé. On peut dire d’ailleurs que leur apprentissage est de tous les momens ; car, outre la surveillance des dortoirs, des récréations, des travaux manuels, des mouvemens intérieurs et des promenades, ils ont aussi leur collaboration dans l’œuvre des professeurs ; leur titre de répétiteur est parfaitement justifié ; car, la classe achevée, ils en font une sorte de répétition, en exerçant individuellement tel ou tel élève en retard sur ses camarades, en s’efforçant de corriger chez celui-ci ou chez celui-là un vice de prononciation, une habitude mauvaise dans le jeu des organes vocaux. »

— Félix Deltour, « L'institution nationale des sourds-muets de Paris », dans la Revue des Deux Mondes - 1892 - tome 111, p.210.